# Wald der Märtyrer

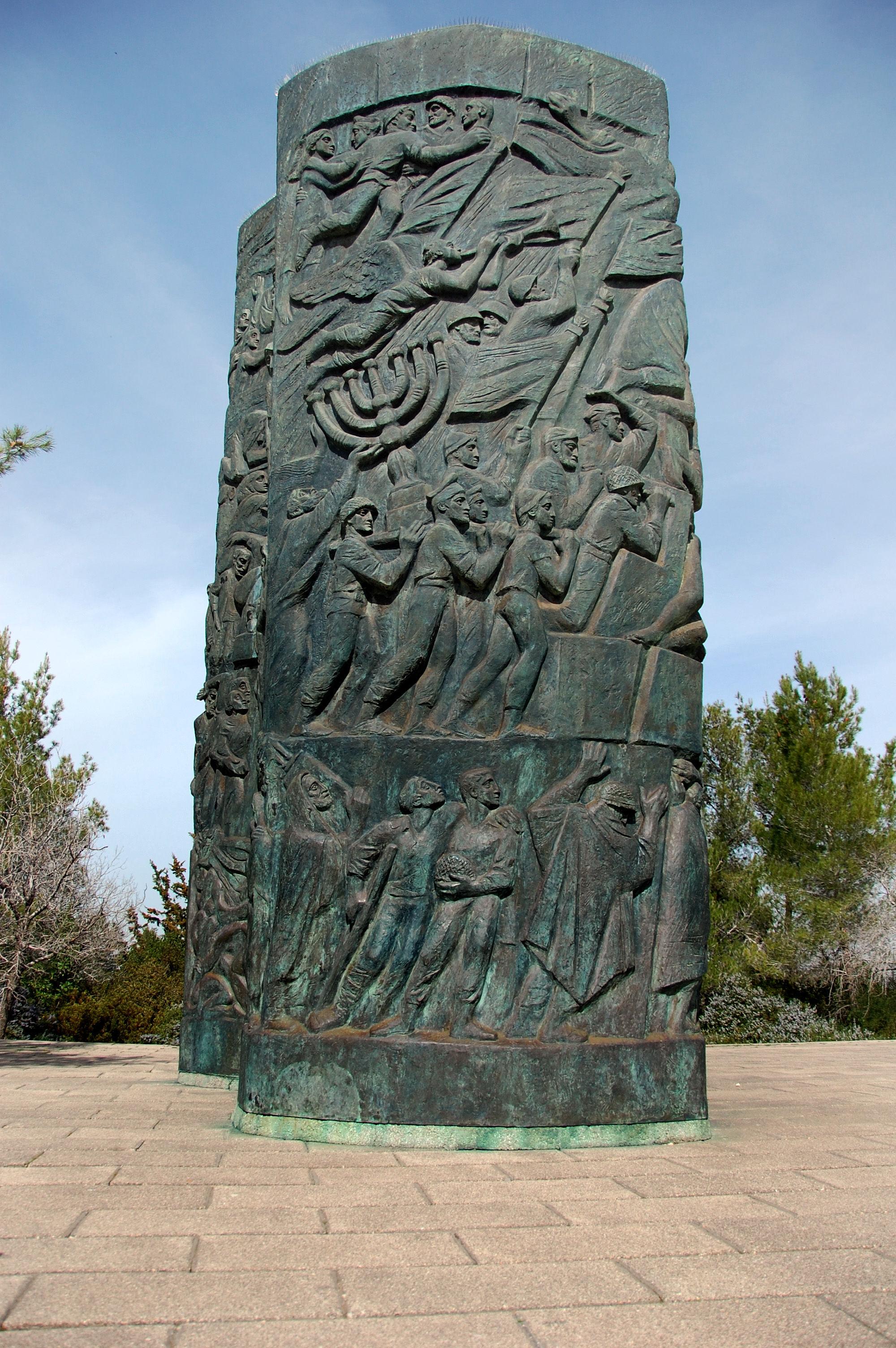
Das Monument im Wald der Märtyrer

Der Wald der Märtyrer (hebräisch יַעַר הַקְּדוֹשִׁים Jaʿar ha-Qdōšīm) ist ein Forst, der bei in den Bergen von Jerusalem im westlichen Judäischen Bergland in Israel liegt. Der Märtyrerwald ist neben Yad Vashem weltweit die größte Gedenkstätte an den Holocaust. Bei der zentralen Monumentalskulptur aus Bronze handelt es sich um eines der wichtigsten Denkmäler Israels.
Es handelt sich um einen Wald nahe Beit Meir mit sechs Millionen Bäumen, die die Juden symbolisieren, die im Holocaust durch die Nationalsozialisten ermordet wurden. 
Gepflanzt wurde der Wald im Jahr 1951.
In der Mitte des Waldes befindet sich seit 1974 ein Monument von Nathan Rappaport, das die Geschichte der Juden von Anbeginn an bis zum Sechstagekrieg zeigt und Scroll of Fire (Feuerrolle) genannt wird.

## Galerie

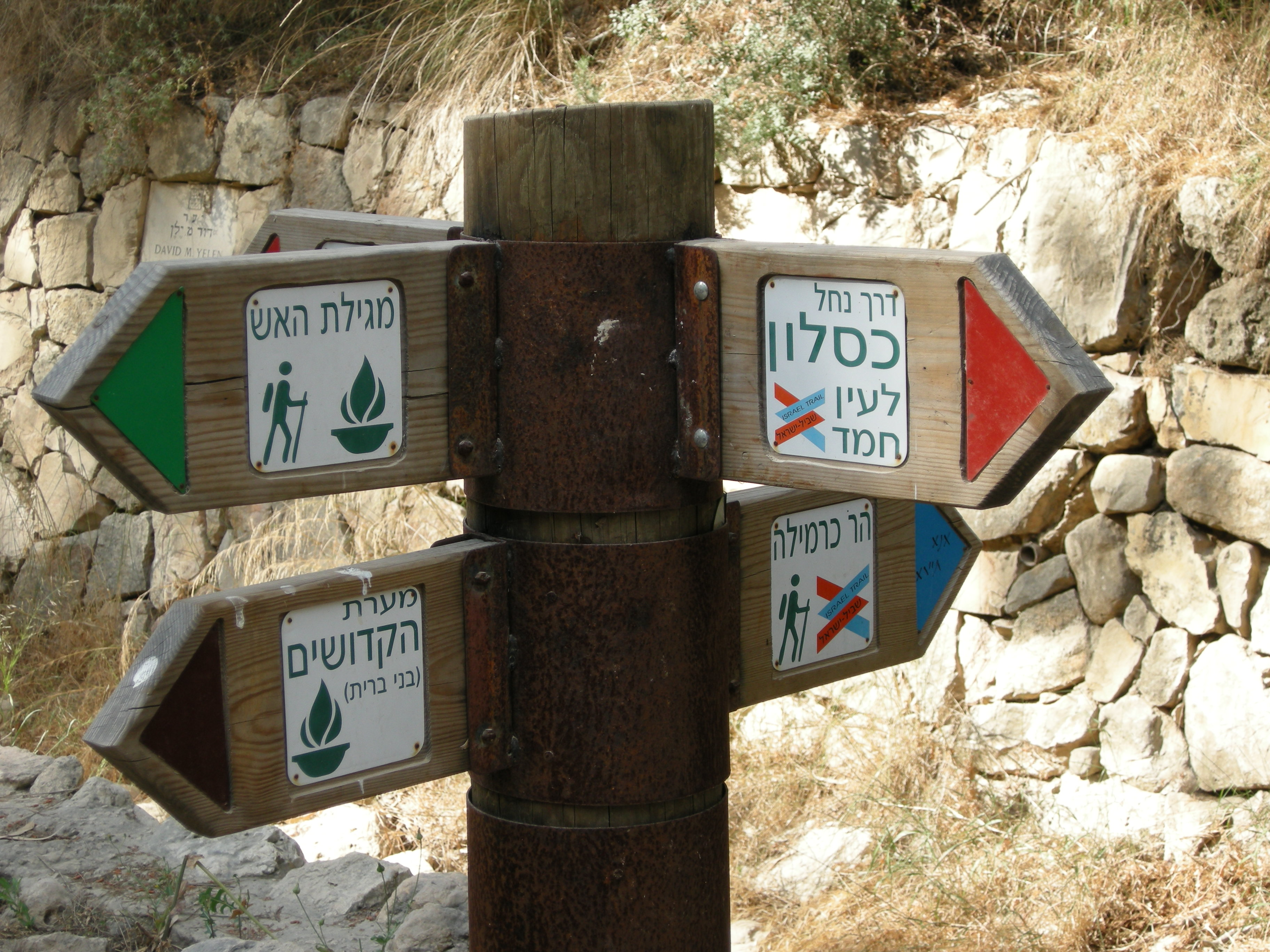
Hinweisschilder
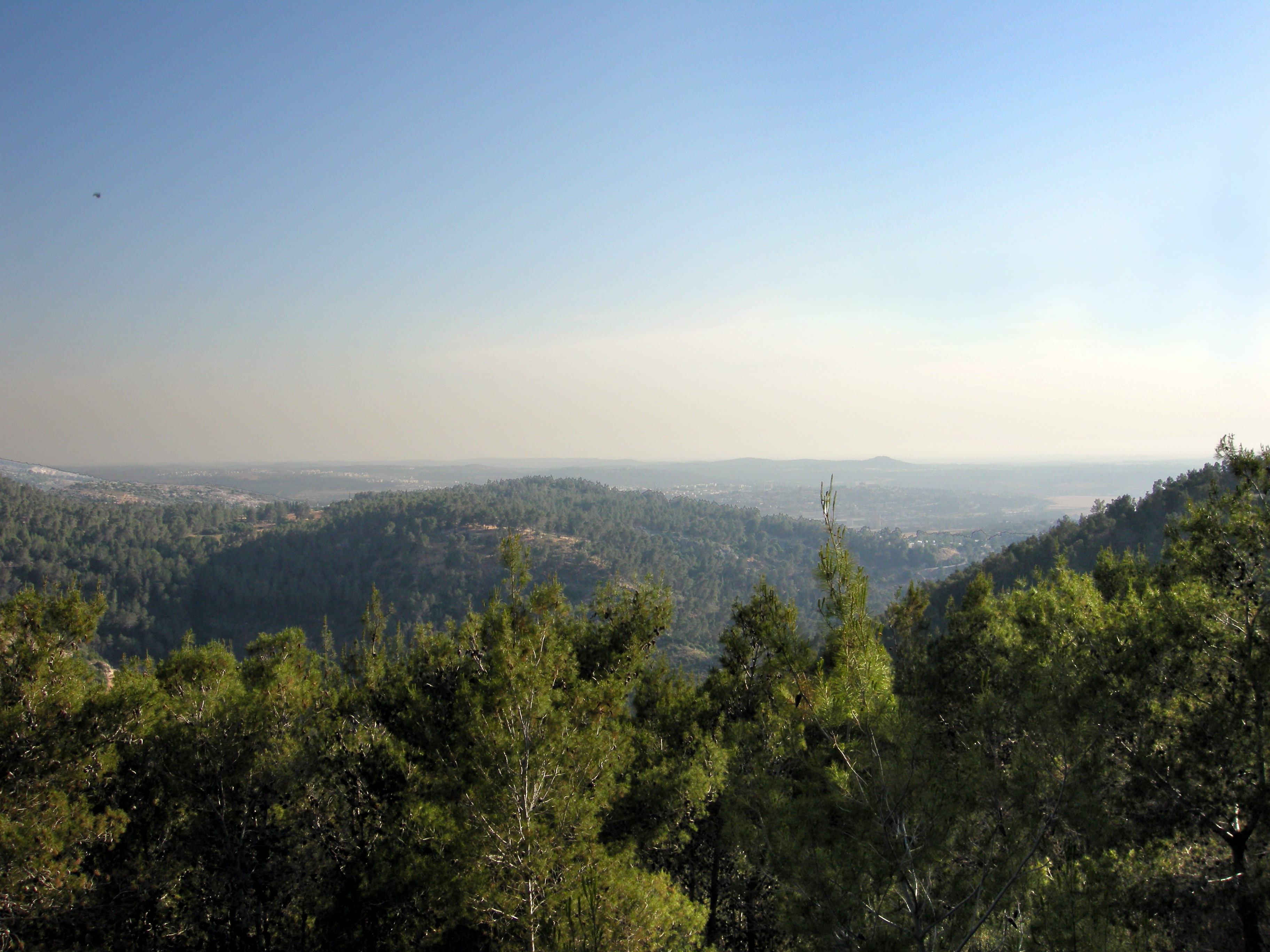
Wald der Märtyrer
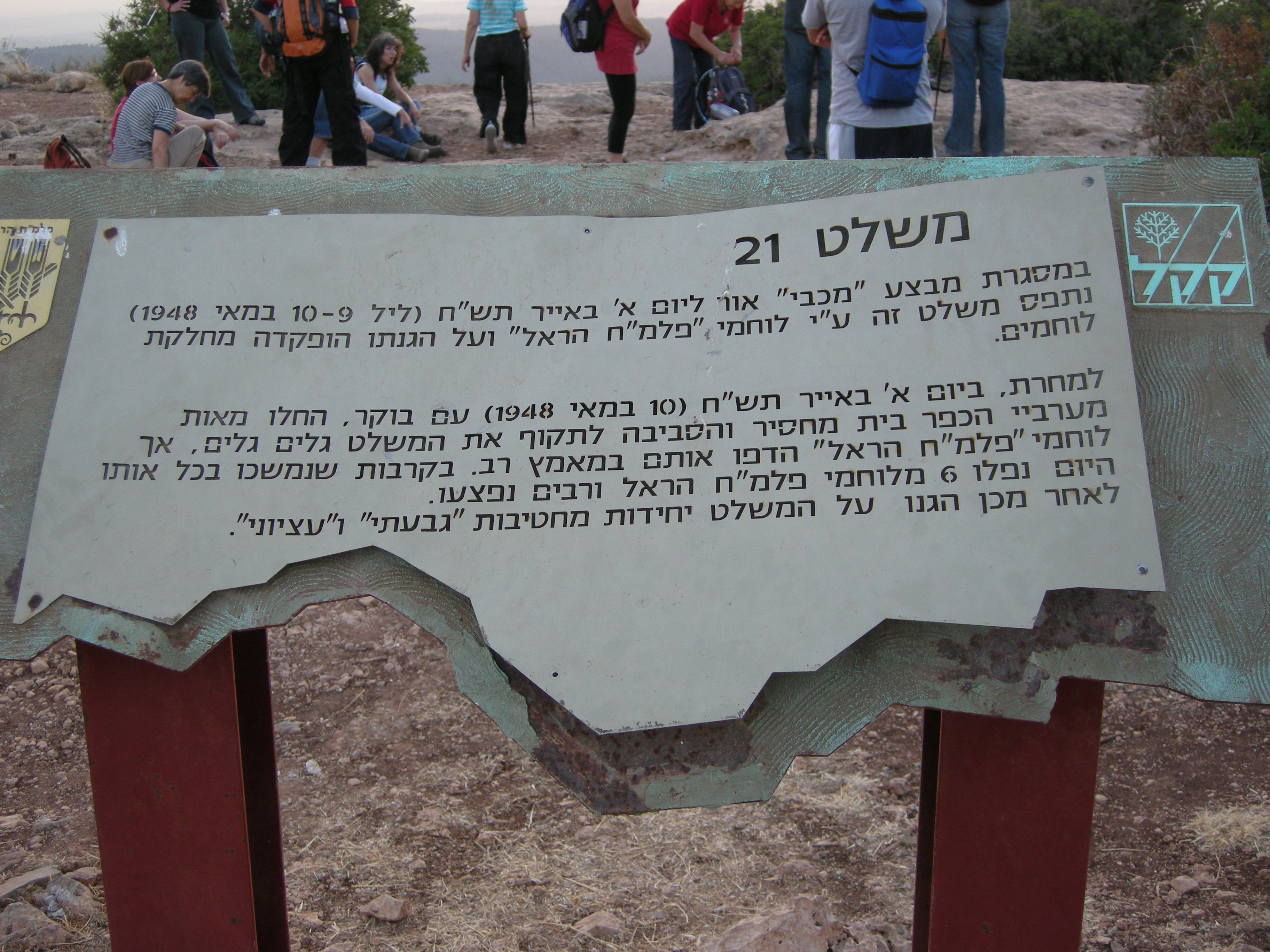
Informationstafel